# Paragomphus elpidius
Paragomphus elpidius é uma espécie de libelinha da família Gomphidae.
Pode ser encontrada nos seguintes países: Botswana, República Democrática do Congo, Quénia, Malawi, Moçambique, Namíbia, África do Sul, Tanzânia, Uganda, Zâmbia, Zimbabwe e possivelmente em Burundi.
Os seus habitats naturais são: florestas subtropicais ou tropicais húmidas de baixa altitude, savanas áridas, savanas húmidas, matagal árido tropical ou subtropical, matagal húmido tropical ou subtropical, rios, lagos de água doce, lagos intermitentes de água doce, marismas de água doce e marismas intermitentes de água doce.